# Prințesa Friederike Luise a Prusiei
Prințesa Friederike Luise a Prusiei (germană Friederike Luise von Preußen; 29 august 1714 - 4 februarie 1784) a fost fiica regelui Frederic Wilhelm I al Prusiei și a reginei Sofia Dorothea de Hanovra.

## Familie

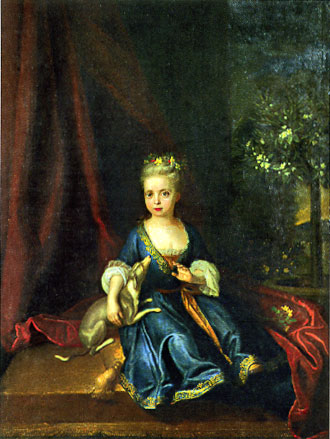
Friederike Luise în 1716

Născută la Berlin ca al șaselea copil și a treia fiică a lui Frederic Wilhelm I, Friederike Luise a fost sora lui Frederic cel Mare, a reginei Louisa Ulrika a Suediei și a Filipinei Charlotte, Ducesă de Brunswick-Wolfenbüttel.
Prin mama ei a fost nepoata regelui George I al Marii Britanii. A fost deci nepoata de soră a regelui George al II-lea al Marii Britanii și verișoara primară a Prințului de Wales, a Annei Prințesă Regală și Prințesă de Orania și a reginei Louisa a Danemarcei și Norvegiei.

## Căsătorie și copii
La 30 mai 1729 la Berlin, Friederike Luise s-a căsătorit cu Karl Wilhelm Friedrich, Margraf de Brandenburg-Ansbach (1712-1757) din Casa de Hohenzollern. Cuplul a avut doi copii:
- Karl Friedrich August (7 aprilie 1733 - 9 mai 1737)
- Karl Alexandru, Margraf de Brandenburg-Ansbach (24 februarie 1736 - 5 ianuarie 1806). Căsătorit prima dată cu Caroline Friederike von Sachsen-Coburg-Saalfeld, apoi după decesul ei, cu Lady Elizabeth Craven.

## Biografie
După decesul surorii ei mai mari Charlotte Albertine (1713–1714), Friederike Luise a primit o atenție sporită și i s-a permis să crească așa cum a dorit ea. Sora ei Wilhelmine de Bayreuth a descris-o în memorii ca având un "caracter capricios și meschin". Totuși, ea i-a lăudat talentul și frumusețea.
Căsătoria ei a fost aranjată de viitoarea soacră, regentă de Ansbach, și de tatăl ei, care a dorit să obțină influență în Ansbach. Fratele ei, regele Frederic al II-lea, a extins apanajul ei și a primit în schimb un regiment de soldați din Ansbach. Căsătoria nu a fost fericită; soțul ei Karl Wilhelm Friedrich a fost cunoscut sub numele de "sălbaticul Margraf". 
Chiar și în călătoria spre Ansbach, în iunie 1729 pentru nunta ei, Friederike Luise suferea de simptome ale porfiriei. Ea a suferit de greață și vărsături timp în care a fost "aproape moartă". Soțul ei a susținut că era șchioapă și avea dinții stricați. Inițial, el nici nu a întreținut relații fizice cu ea. 
Fiul ei Prințul Karl Friedrich August a murit la 9 mai 1737. Margraful și întreaga curte au blamat-o pe Friederike Louise pentru moartea copilului. Ea s-a separat de soțul ei și a trăit în izolata Unterschwaningen, care s-a extins artistic. Friederike Louise a revenit la Ansbach când a devenit văduvă în 1757. Nefericirea ei a fost agravată de refuzul celui de-al doilea fiu al ei de a o vedea sau de a o recunoaște.
1. 1 2 3   http://192.124.243.55/cgi-bin/gkdb.pl?x=u&t_show=x&wertreg=PER&wert=sophie+dorothea%2C+preussen%2C+koenigin++-+BIOGRAFIE&reccheck=,158436 Lipsește sau este vid: |title= (ajutor)